# Kwon Kyung-won
Kwon Kyung-won (en coreano: 권경원; Seúl, 31 de enero de 1992) es un futbolista surcoreano que juega como centrocampista y milita en el F. C. Anyang de la K League 1.

## Selección nacional

### Participaciones en Copas del Mundo
| Mundial                        | Sede  | Resultado        | Partidos | Goles |
| ------------------------------ | ----- | ---------------- | -------- | ----- |
| Copa Mundial de Fútbol de 2022 | Catar | Octavos de final | 2        | 0     |

## Clubes
| Club                            | País          | Año       | Partidos |
| ------------------------------- | ------------- | --------- | -------- |
| Jeonbuk Hyundai Motors          | Corea del Sur | 2013-2014 | 25       |
| Al Ahli                         | EAU           | 2015-2017 | 45       |
| Tianjin Tianhai                 | China         | 2017-2021 | 47       |
| Jeonbuk Hyundai Motors (cedido) | Corea del Sur | 2019      |          |
| Sangju Sangmu (cedido)          | Corea del Sur | 2020-2021 |          |
| Seongnam F. C.                  | Corea del Sur | 2021      |          |
| Gamba Osaka                     | Japón         | 2022-2023 |          |
| Suwon F. C.                     | Corea del Sur | 2024      |          |
| Khor Fakkan Club                | EAU           | 2024-2025 |          |
| F. C. Anyang                    | Corea del Sur | 2025-     |          |

## Palmarés

### Campeonatos nacionales
| Título                                     | Club                   | País          | Año     |
| ------------------------------------------ | ---------------------- | ------------- | ------- |
| Supercopa de los Emiratos Árabes Unidos    | Al Ahli                | EAU           | 2014    |
| Liga Árabe del Golfo                       | Al Ahli                | EAU           | 2015-16 |
| Supercopa de los Emiratos Árabes Unidos    | Al Ahli                | EAU           | 2016    |
| Copa de Liga de los Emiratos Árabes Unidos | Al Ahli                | EAU           | 2016-17 |
| K League 1                                 | Jeonbuk Hyundai Motors | Corea del Sur | 2019    |

### Campeonatos internacionales
| Título                                | Club (*)      | País          | Año  |
| ------------------------------------- | ------------- | ------------- | ---- |
| Campeonato de Fútbol del Este de Asia | Corea del Sur | Japón         | 2017 |
| Campeonato de Fútbol del Este de Asia | Corea del Sur | Corea del Sur | 2019 |

(*) Incluyendo la selección.